# Chionea macnabeana
Chionea macnabeana là một loài ruồi trong họ Limoniidae. Chúng phân bố ở miền Tân bắc.